# Cobquecura
Cobquecura (del mapudungun: kofkekura ‘piedra del pan’) es un pueblo y capital de la comuna de Cobquecura, en la provincia de Itata, de la Región de Ñuble.

## Demografía
La localidad de Cobquecura posee una población de 5715 habitantes según el censo chileno de 2015, distribuidos en 509 viviendas, lo que significa que en cada casa viven 2,93 personas, todo esto en un área de apenas 0,91 kilómetros cuadrados, convirtiéndose en una de las localidades más pequeñas del país.

## Historia
Cobquecura tuvo su origen en aillarehue (en la actualidad calle Rehue y Cuartos Verdes)  en la época colonial, cuando aún funcionaba la Real Audiencia en la Villa de Concepción de Penco. Se le asigna el carácter de fundador al lonco Alejandro Piceros Carampangue, el 11 de enero de 1575. El cacique Piceros fue en su tiempo, el personaje más rico de la comarca. Usaba un báculo de mando con empuñadura de oro macizo, para administrar justicia en representación y nombre de la Real Audiencia o en actos solemnes. 
Agricultor, dueño de hacienda, rostro ancho, severo, de color mate, desbarbado, alto y corpulento; lucía en sus orejas dos pendientes de oro fino. Las tierras del cacique Piceros y sus inquilinos, correspondían a una parte de las haciendas de doña Inés de Suárez y en virtud de habérsele reconocido favorablemente sus títulos en las propiedades rurales de Cobquecura, el cacique Piceros concedió gratitud testamentaria, los terrenos que ocuparían la iglesia, la plaza de Armas y el cementerio local; según informe del obispo de Concepción don Pedro Ángel Espiñero al Gobernador de Chile don Antonio Gil y Gonzaga, contando a la fecha la Aldea de Cobquecura con 2118 habitantes.
En virtud del rango, emprendimiento y espíritu público del cacique Piceros Carampangue, la Real Audiencia formal cédula, le declaró ciudadano benemérito e hijo ilustre y le otorgó título de fundador de Cobquecura. Según la tradición, copias de la Real Audiencia en el Gobierno de la República, fue despachada y recibida por funcionarios de la Aldea con expresas instrucciones de hacer entrega en la primera sesión inaugural de incorporación de la "muy Ilustre Municipalidad de Cobquecura" en cabildo abierto en la plaza pública, en la persona de la joven Vitalina Piceros, a la sazón heredera de los bienes raíces y del bastón de mando de su antepasado.

### Terremoto de 2010

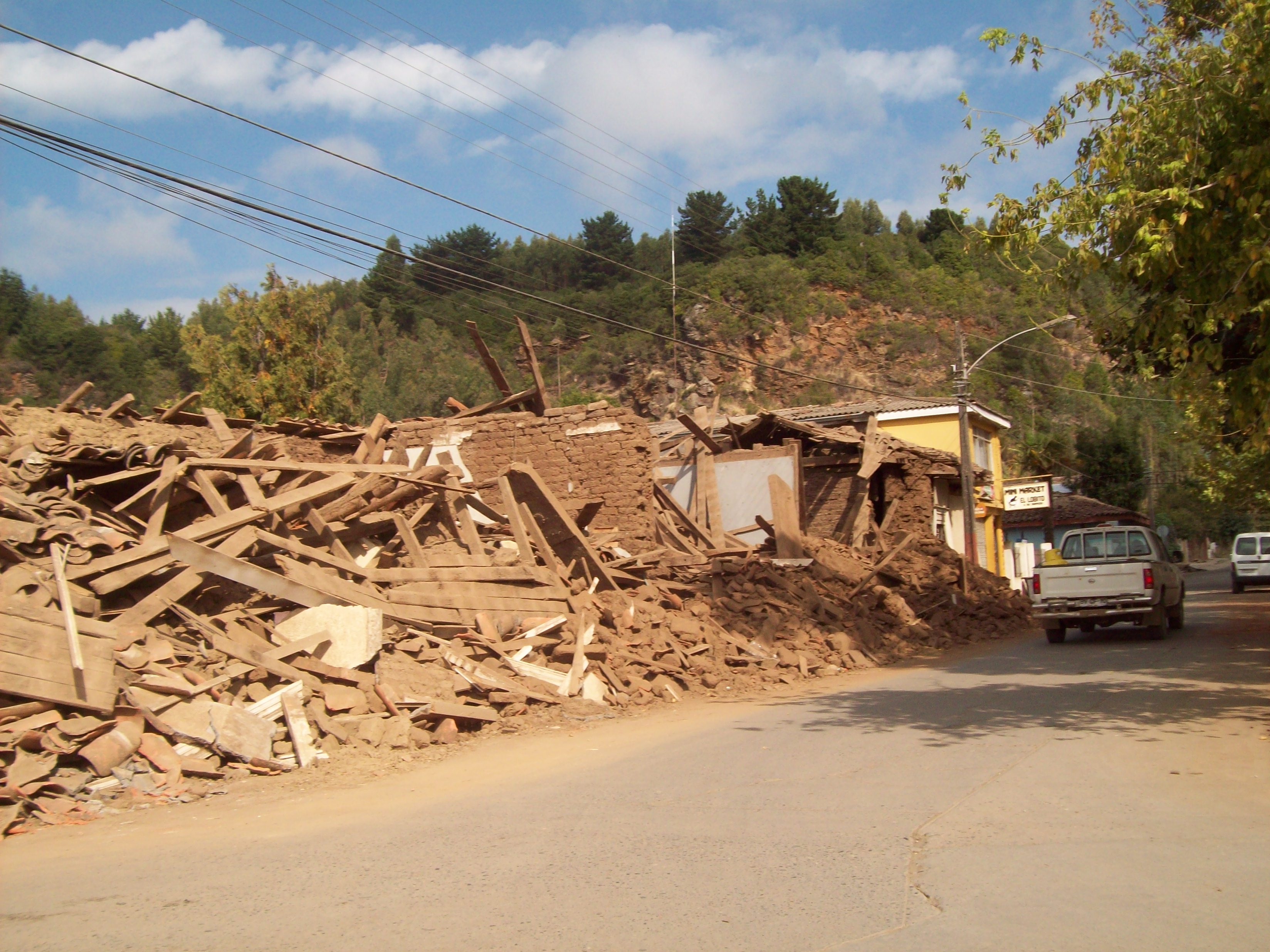
Restos de una vivienda colapsada producto del terremoto.

El sábado 27 de febrero de 2010 a las 03:34:17 AM (hora local), la localidad de Cobquecura fue  arrasada por un violento terremoto de magnitud 8,8 Mw que sacudió casi la totalidad del país, y devastó las zonas centro y sur de Chile, teniendo su epicentro a apenas 18 kilómetros de la costa de Cobquecura, siendo esta una de las ciudades más afectadas. Aunque solo 6 viviendas colapsaron producto del terremoto, muchas quedaron con severos daños, y en condiciones inhabitables, por el desprendimiento de pesados estucos de tierra y la caída de tejas de las techumbres.
Los habitantes de la localidad se encontraron sin energía eléctrica y agua potable durante más de 2 semanas luego del sismo; además, el pueblo estuvo aislado por 3 días, cuando por fin se pudo restablecer la Ruta N-50, principal acceso, y que se vio afectado por rodados. El transporte se repuso paulatinamente durante las semanas siguientes, al igual que la educación. La salud no sufrió graves alteraciones, a pesar de los daños producidos en los establecimientos salubres.
El centro urbano de Cobquecura, al estar alejado del mar, no recibió los efectos del tsunami, solo construcciones aisladas ubicadas cerca de la costa.

## Patrimonio arquitectónico

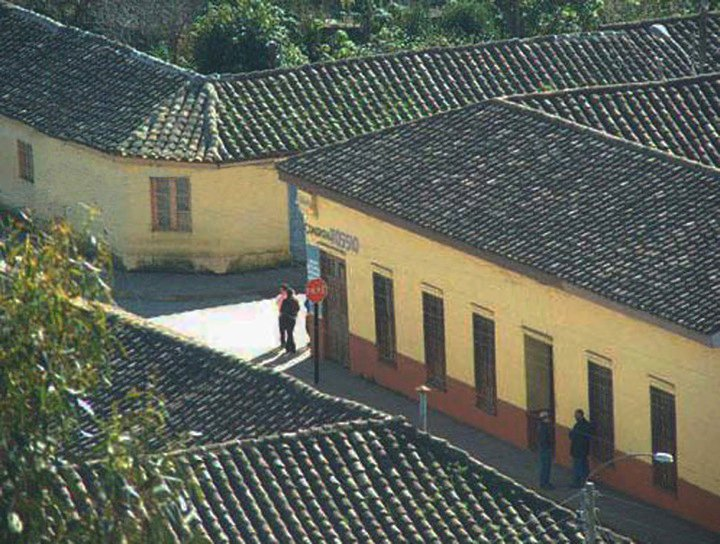
Zona Típica de Cobquecura antes del terremoto.

El casco histórico de Cobquecura, hasta antes del Terremoto de 2010, era un ejemplo muy bien conservado de la arquitectura y el urbanismo de influencia colonial española, propio de las ciudades chilenas de la zona central durante los siglos XVIII y XIX. Su imagen urbana corresponde a la fisonomía que tuvieron las actuales grandes ciudades de Chile en esos siglos. 
Dentro de sus cualidades arquitectónicas destacan la fachada continua en un piso, con vanos rítmicos y pequeños, predominando el lleno sobre el vacío. En lo urbanístico, la calle queda configurada por el muro a través de la fachada continua y los cierros exteriores de piedra laja, usados como jardines verticales. El trazado vial de sus calles tiende a la retícula ortogonal, aunque sin llegar a configurar manzanas en damero, sino que de formas rectangulares y disparejas. En cuanto a los materiales usados, es especialmente singular el uso de piedra pizarra en forma de laja, en muros, cierros y veredas, como también la presencia de arquitectura en tierra en diversos sistemas constructivos, como adobe, tapial, tabique y otros, y la techumbre con cubierta de tejas de arcilla artesanales.
Por estas cualidades, una amplia zona del casco histórico de Cobquecura fue declarada Monumento Nacional en la categoría Zona Típica en mayo de 2005, por unanimidad de los miembros del Consejo de Monumentos Nacionales. El patrimonio tangible inmueble de la zona típica se compone de 22 casas y 4 espacios urbanos (calle Independencia, plaza, cerro el Calvario, Panteón Viejo). Dentro de la zona, se incluyen otros inmuebles de valor ambiental, igualmente de barro o piedra laja, y algunos elementos discordantes.
Este valioso patrimonio de la arquitectura vernácula colonial forma parte de la identidad cobquecurana, y es fuente de ingresos por la actividad turística. Por todo lo anterior, se crearon planes de reconstrucción post-terremoto; sin embargo, la reconstrucción se tornó bastante lenta durante el tiempo inmediato al terremoto, correspondiente a los primeros 20 meses del sismo. Por el contrario, las lluvias de los inviernos han deteriorado las viviendas que quedaron sin sus techumbres de tejas, magnificando los daños que fueron directamente causados por los sismos.

## Personas destacadas
- Mariano Latorre, escritor, Premio Nacional de Literatura en 1944
- Fidel Sepúlveda Llanos, académico, investigador, poeta y miembro de la Academia Chilena de la Lengua
- Flora Sanhueza, anarquista chilena